# Michalovice (Ústí nad Labem)
Michalovice é uma comuna checa localizada na região de Ústí nad Labem, distrito de Litoměřice.